# Martin Jol
Maarten Cornelis "Martin" Jol, mais conhecido como Martin Jol (Haia, 16 de janeiro de 1956), é um treinador e ex-futebolista neerlandês que atuava como meio-campista. Atualmente está sem clube.

## Carreira
Jol começou no Den Haag, como meio-campo, disputando mais de 100 partidas, seu desempenho fez assinar com o Bayern Munich, por onde ficou nos anos de 1978 1979.  depois regressou ao futebol holandês, atuando pelo Twente, e depois atuou pelo West Bromwich, Coventry City, ambos de Inglaterra. até retornar ao Den Haag, onde encerrou a carreira, em 1989.
Em 1991 inicia mais uma etapa, agora como treinador. iniciando no Den Haag e depois no Scheveningen, como assistente. em seguida, no Roda, ganhando a Copa da Holanda de 1996-97. de 1998 a 2004 dirigiu o Waalwijk. e depois assumiu o Tottenham, Hamburgo, onde levou a semifinal da Copa da UEFA de 2008-09 e retornou a holanda, onde comandou o Ajax. em junho de 2011 assinou com o Fulham para a temporada 2011-12.

## Títulos

### Treinador
Roda
- Copa da Holanda: 1996–97

Ajax
- Copa da Holanda: 2009–10